# Hala Uszczawne

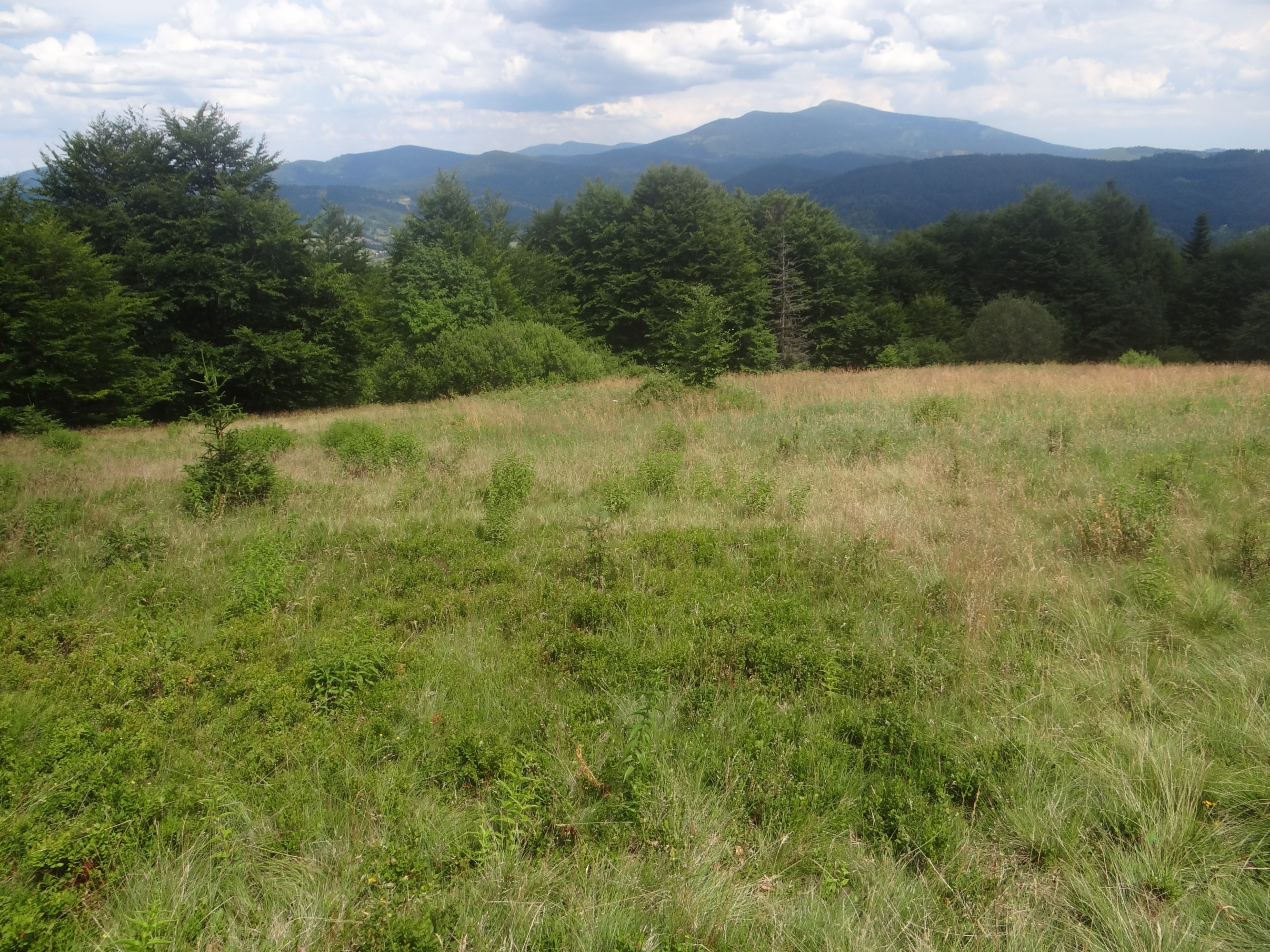
Hala Uszczawne

Hala Uszczawne – polana i dawna hala w Grupie Pilska w Beskidzie Żywiecko-Orawskim. Znajduje się na północnym grzbiecie Pilska pomiędzy szczytami Uszczawne i Malorka. Nazwa pochodzi od szczawiu alpejskiego, który zwykle rośnie na miejscach, w których stały koszary. Polana była bowiem dawniej wypasana, a takie polany w Karpatach nazywano halami. Znajduje się na niej murowany szałas, tzw. letniak, w którym dawniej w okresie wypasu przebywali pasterze. Obecnie nie jest już używany.
Hala Uszczawne znajduje się na średniej wysokości 1030 m n.p.m. Ustawiona na jej obrzeżu tablica dydaktyczna ścieżki przyrodniczej informuje, że w okolicy polany można zaobserwować tzw. „pastwiskowe” formy buka o wielu powyginanych pniach. Są to odrosty powstałe w wyniku zgryzania wierzchołków młodych buków przez owce czy krowy. Z polany rozciąga się widok na wschód. W panoramie widokowej dominuje Babia Góra. Obrzeżem polany prowadzi szlak turystyczny.
Przez Halę Uszczawne przebiega granica pomiędzy Sopotnią Wielką i Korbielowem w województwie śląskim, w powiecie żywieckim, w gminie Jeleśnia. W górnej części Hala Uszczawne przechodzi w Halę Malorka.

## Szlak turystyczny
Krzyżowa (poczta) – przełęcz Przysłopy – Hala Uszczawne – Hala Malorka – Gawory (skrzyżowanie ze szlakiem zielonym na Pilsko)